# Canção do poeta do século XVIII
Canção do poeta do século XVIII (Lied van een 18e-eeuwse dichter) is een compositie van Heitor Villa-Lobos. Het werd als werk W418 opgenomen in het oeuvre van Villa-Lobos, samengesteld door David P. Appleby.
De bedoelde dichter is Alfredo Ferreira. Het werk werd in de versie voor zangstem en piano vermoedelijk niet uitgevoerd, nadat Villa-Lobos het had voltooid. In 1953 schreef de componist er een transcriptie van voor zangstem en gitaar (W514). Ook die bleef langere tijd onuitgevoerd, maar studies leverden een uitvoering op van het lied door de van oorsprong Portugese zangeres Cristina Maristany en gitarist Jodacil Damaceno; het is dan 10 november 1962, plaats van handeling is het auditorium van het Ministerie van Onderwijs in Rio de Janeiro. Daarna verdwenen beide versies in de imaginaire stapel verdwenen muziek van de Braziliaanse componist. Voor de opname van Naxos vond gitarist Andrea Bissoli een opname terug uit 1967; hij maakte aan de hand van de opname van Damaceno zelf een nieuwe “partituur”. Eenmaal nagevraagd bleek Damaceno nog in het bezit van het originele manuscript.